# HMS Suffolk (55)
HMS Suffolk (55) là một tàu tuần dương hạng nặng thuộc lớp County của Hải quân Hoàng gia Anh Quốc và thuộc lớp phụ Kent. Suffolk đã tham gia hoạt động trong suốt Chiến tranh Thế giới thứ hai cho đến khi được tháo dỡ vào năm 1948.

## Thiết kế và chế tạo
Suffolk được chế tạo bởi Xưởng đóng tàu Portsmouth tại Portsmouth, được đặt lườn vào ngày 15 tháng 11 năm 1924. Nó được hạ thủy vào ngày 16 tháng 3 năm 1926, và đưa ra hoạt động vào ngày 25 tháng 6 năm 1928.

## Lịch sử hoạt động
Giống như các tàu chị em với nó, Suffolk từng được cử sang phục vụ tại China Station và được giữ lại để tái trang bị, và tiếp tục hoạt động cho đến Chiến tranh Thế giới thứ hai. Nó quay trở về vùng biển nhà vào năm 1939, rồi được phân công tuần tra tại eo biển Đan Mạch từ tháng 10 năm 1939. Vào tháng 4 năm 1940, Suffolk tham gia Chiến dịch Na Uy. Vào ngày 13 tháng 4 năm 1940 chiếc tàu tuần dương đi đến Tórshavn thực hiện việc chiếm đóng quần đảo Faroe. Ngày 14 tháng 4 năm 1940, Suffolk đánh chìm chiếc tàu chở dầu Đức Skagerrak ở phía Tây Bắc Bodø, Na Uy.
Vào ngày 17 tháng 4 năm 1940, Suffolk tiến hành bắn phá sân bay và cơ sở thủy phi cơ tại Căn cứ Không quân Sola, Stavanger, phá hủy bốn máy bay đối phương và làm hư hại các cơ sở, nhưng cũng bị hư hại bởi bom ném từ máy bay ném bom Đức Ju88 thuộc Liên đội II./KG 30, khi hầm đạn của tháp pháo X bị phá hủy. Con tàu đã rất may mắn khi sống sót qua cuộc thử thách này, và nó rất khó khăn để có thể quay trở về Scapa Flow vào sáng hôm sau với đuôi tàu bị cuốn trôi. Cho đến khi con tàu về đến cảng, phía Đức vẫn cho rằng họ đã đánh chìm được nó. Chiếc tàu tuần dương được cho mắc cạn tại Scapa Flow để ngăn ngừa bị chìm. Suffolk bị loại khỏi vòng chiến từ tháng 4 năm 1940 cho đến tháng 2 năm 1941 khi nó được sửa chữa tại Clyde.

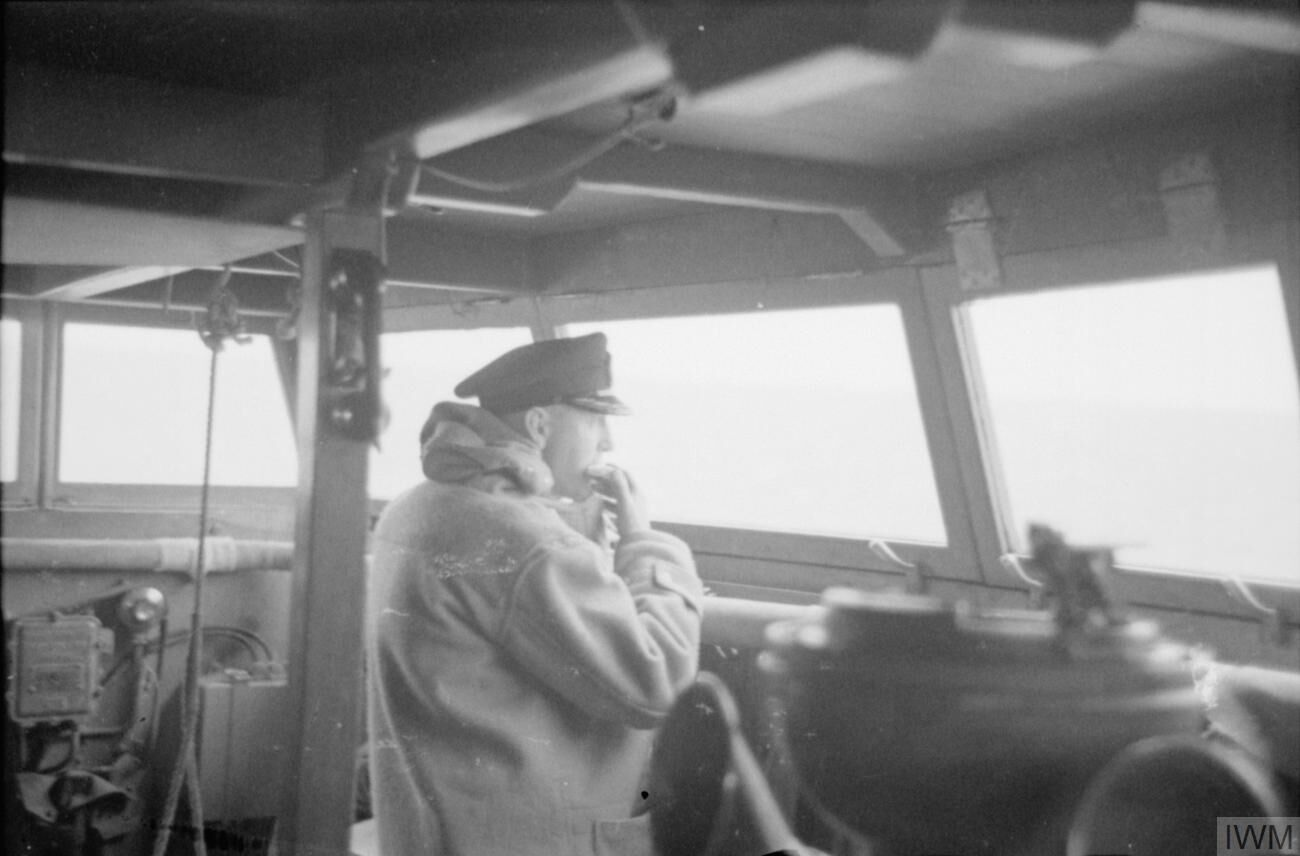
Thuyền trưởng Suffolk, Robert Meyric Ellis, ở lại trên cầu tàu ăn bữa trưa trong khi dõi theo thiết giáp hạm Bismarck

Trong tháng 5 năm 1941, Suffolk tham gia Trận chiến eo biển Đan Mạch và việc đánh chìm thiết giáp hạm Bismarck của Đức. Suffolk đã đối đầu cùng chiếc thiết giáp hạm đối phương hai lần trong trận đánh, bắn nhiều loạt đạn pháo nhắm vào nó. Sử dụng radar, Suffolk đã có thể dõi theo Bismarck qua suốt eo biển Đan Mạch và duy trì sự tiếp xúc với đối phương đủ lâu để các đơn vị khác hướng về đường đi của Bismarck.

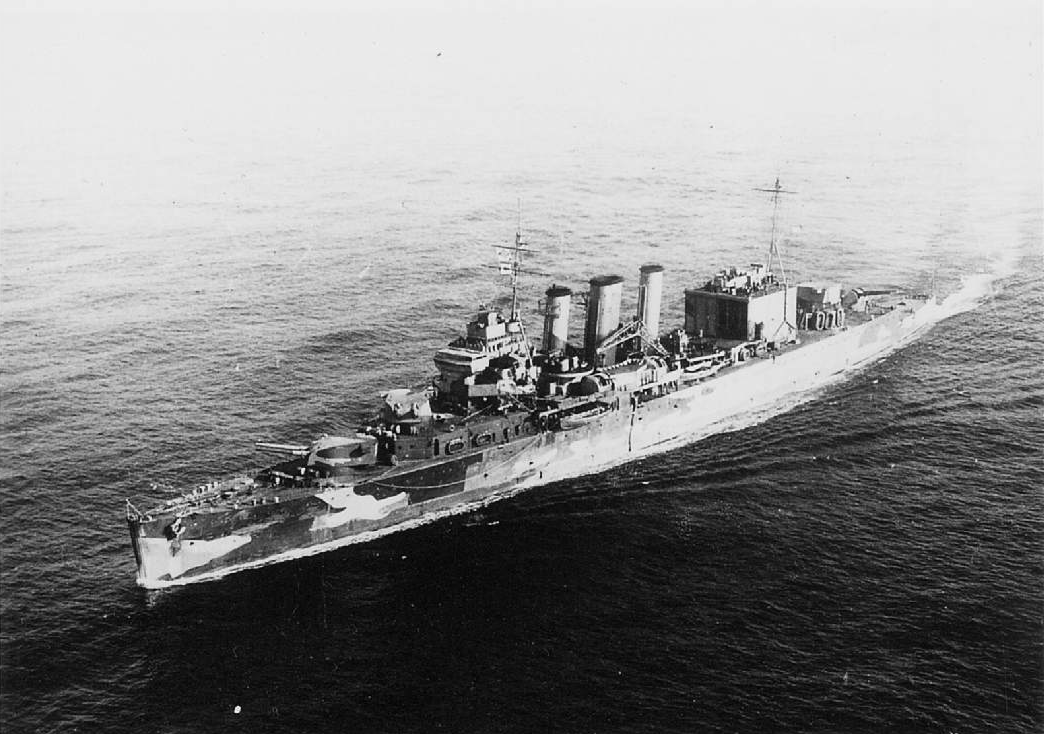
HMS Suffolk vào tháng 5 năm 1941

Sau khi được sửa chữa, Suffolk phục vụ cùng với Hạm đội Nhà Anh Quốc tại vùng biển Bắc Cực cho đến cuối năm 1942, rồi sau đó trải qua một đợt tái trang bị từ tháng 12 năm 1942 đến tháng 4 năm 1943. Sau khi hoàn tất, con tàu được lệnh gia nhập Hạm đội Viễn Đông, hoạt động tại khu vực Ấn Độ Dương cho đến cuối cuộc chiến tranh.
Suffolk được bán cho BISCO vào ngày 25 tháng 3 năm 1948 và được cho tháo dỡ tại hãng J. Cashmore ở Newport, Wales; bắt đầu vào ngày 24 tháng 6 năm 1948.